# Palazzolo Acreide
Palazzolo Acreide é uma comuna italiana da região da Sicília, província de Siracusa, com cerca de 9 109 habitantes. Estende-se por uma área de 86,34 km², tendo uma densidade populacional de 106 hab/km². Faz fronteira com Buscemi, Cassaro, Floridia, Modica (RG), Noto, Siracusa, Solarino, Sortino.
Pertence à rede das Aldeias mais bonitas de Itália.

## Demografia
| Variação demográfica do município entre 1861 e 2011                               |
|                                                                                   |
| Fonte: Istituto Nazionale di Statistica (ISTAT) - Elaboração gráfica da Wikipedia |